# Sigma-Tau
Sigma-Tau industrie farmaceutiche riunite S.p.A est une entreprise pharmaceutique italienne fondée en 1957 par Claudio Cavazza, dont le siège se trouve à Rome, et le centre de recherches à Pomezia, dans la province de Rome. Elle possède des filiales dans de nombreux pays, notamment aux États-Unis (Sigma-Tau Pharmaceuticals, Inc.), basée à Gaithersburg, dans le comté de Montgomery, dans l’État du Maryland.

## Historique
Sigma-Tau industrie farmaceutiche riunite (les industries pharmaceutiques réunies Sigma-Tau) sont nées en 1957 à l'initiative du chimiste et chercheur Claudio Cavazza. L'entreprise s'est fortement développée après la conception et le lancement, en septembre 1966, du complexe vitaminé Rekord B12, médicament antiasthénique prescrit dans le domaine des traitements reconstituants pédiatriques.
À partir des années 1960, Sigma-Tau s’est concentrée sur l’expérimentation de nouveaux médicaments pour maladies rares : cet engagement valut à la société, en 1984, de devenir la quatrième entreprise pharmaceutique au monde à recevoir la Orphan Drug Designation aux États-Unis, distinction qu’elle reçut sept autres fois après cela.
Avec la découverte, dans les années 1970, du syndrome de déficience en carnitine, infirmité avec des conséquences létales, la Sigma-Tau concentre les efforts d’investigation de ses laboratoires sur la recherche d’une molécule en mesure de lutter contre cet état pathologique, arrivant à la mise au point de la L-carnitine, l’un des rares produits pharmaceutiques italiens qui aient été largement adoptés à l’étranger et auquel les États-Unis ont reconnu la qualité de médicament sauvant des vies humaines en 1984. L’étude chimique et pharmaco-biologique des carnitines, substances d’origine naturelle, a permis de comprendre leur efficacité dans la correction des défauts biochimiques et métaboliques dont découlent de nombreuses autres pathologies.
En 1986, la Fondazione Sigma-Tau est créée, une entité morale ayant pour objet le développement de la recherche, la promotion du progrès scientifique et culturel et la protection des résultats de l’investigation scientifique.

## Structure du groupe Sigma-Tau
Le groupe Sigma-Tau  a atteint un chiffre d’affaires de 697 millions d’Euros en 2013, emploie 1919 salariés et possède un portefeuille d’environ 100 produits commercialisés en Italie et à l’étranger. De 1988 à aujourd’hui, il a enregistré environ 300 brevets, confirmant sa position comme l’une des entreprises nationales à capital entièrement italien en tant qu’acteur dans l’enregistrement de nouvelles molécules ou d’importantes innovations technologiques.
Le groupe Sigma-Tau est présent dans le monde avec des filiales en France, en Suisse, aux Pays-Bas, en Belgique, en Allemagne, au Royaume-Uni et en Inde, ainsi que deux établissements de production aux États-Unis et en Espagne. En janvier 2010, le groupe Sigma-Tau a repris la branche pharmaceutique de la société américaine Enzon, plus précisément 4 produits pour le traitement de maladies rares dans le secteur de l’oncologie et un établissement de production à Indianapolis, dans l’Indiana, qui relève directement de la filiale américaine, la Sigma-Tau Pharmaceuticals Inc., avec son siège social à Gaithersburg, dans le Maryland, filiale chargée de commercialiser les produits achetés sur le marché américain.
La recherche se concentre sur le domaine de l’oncologie, de l’immunologie et le domaine cardiovasculaire, celui du système nerveux et celui des maladies métaboliques. Sigma-Tau, en collaboration avec l’organisation à but non lucratif Medicines for Malaria Venture (MMV), a développé un nouveau médicament pour le traitement de la malaria, une association fixe à base de dihydroartémisine et de pipéraquine considérée comme l’un des médicaments anti-malaria les plus efficaces et comme la meilleure combinaison à base d’artémisine. La présentation du dossier d’enregistrement date du 3 juillet 2009 en Europe (EMEA).
- Avant-garde - Pomezia

Fondée en 1982, la société est présente sur le marché des produits pharmaceutiques, des produits de consommation vendus en pharmacie, de la dermatologie, de la gynécologie et de la pédiatrie, de la dermocosmétique et dans celui de l’hygiène orale des produits pharmacologiques en vente libre.
- Biosint - Sermoneta

Constituée en 1979, elle est leader mondial dans la production de L-carnitine obtenue par synthèse chimique. Depuis 1995, le processus de production est le seul à avoir été approuvé par la FDA en obtenant l’agrément pour son système de qualité de DASA-ZERT.
- Biofutura - Milan

Créée en 2001, avec pour objet de développer les produits pharmaceutiques pour le traitement des pathologies du système nerveux central et de l’appareil central, puis le développement et la commercialisation de produits dérivés du système biologique des carnitines.
- Centre de Recherche - Pomezia

Centre délégué à la recherche et au développement de substances actives dans l’oncologie et l’immunologie ainsi que les maladies rares.
- Sigma-Tau Reseach Inc. - Gaithersburg, États-Unis

Responsable du développement clinique des produits Sigma-Tau sur le territoire américain.
- Sigma-Tau Research Switzerland - Mendrisio, CH

Un centre de recherche récemment créé qui coordonne les activités de recherche et de développement en matière de développement clinique et d’analyse chimique.

### Sources
- G.Rossi, B. Chiavazzo, Capitani coraggiosi, Memori, 2005.
- AAVV, SpoletoScienza, n°32, anno XVIII, 2006.
- AAVV, SpoletoScienza, n°36, anno XX, 2008.
- AAVV, SpoletoScienza, n°37, anno XXI, 2009.
- AAVV, SpoletoScienza, n°38, anno XXI, 2009.
- AAVV, SpoletoScienza, n°39, anno XXII, 2010.
- AAVV, SpoletoScienza, n°41, anno XXII, 2011.